# سیارک ۱۰۷۳۰
سیارک ۱۰۷۳۰ (به انگلیسی: 10730 White، نامگذاری:1987SU) ده هزار و هفتصد و سیمین سیارک کشف شده‌است که در ۱۹ سپتامبر ۱۹۸۷ کشف شد.